# Diana Bacosi
Diana Bacosi (n. 13 iulie 1983, Città della Pieve, Umbria, Italia) este o trăgătoare de tir ce a reprezentat Italia, medaliată olimpică. A participat la două ediții ale Jocurilor Olimpice (2016, 2020) în care a câștigat o medalie de argint.